# Armands Bērziņš
Armands Bērziņš (* 27. Dezember 1983 in Riga, Lettische SSR) ist ein lettischer Eishockeyspieler, der seit 2018 beim HK Prizma Riga in der lettischen Eishockeyliga unter Vertrag steht.

## Karriere
Armands Bērziņš begann seine Karriere beim HK Prizma Riga. In der Spielzeit 1999/2000 kam er in einigen Spielen für die Essamika/Juniors Riga in der East European Hockey League zum Einsatz, spielte aber ansonsten weiter für seinen Heimatverein in der nationalen Meisterschaft. 2001 wechselte er zum HK Riga 2000.
Zwischen 2001 und 2003 ging er in der LHJMQ für die Shawinigan Cataractes, die ihn beim CHL Import Draft 2001 in der ersten Runde als 33. Spieler gezogen hatten, aufs Eis. Während dieser Zeit wurde er beim NHL Entry Draft 2002 in der fünften Runde von den Minnesota Wild ausgewählt, für die er nie spielte. Es folgten zwei Jahre in der ECHL, bevor er in seine Heimat zurückkehrte.
Mit dem HK Riga 2000 nahm er am IIHF Continental Cup 2005/06 teil und belegte den zweiten Platz. Zudem gewann er 2006 und 2007 jeweils die lettische Meisterschaft mit dem Club. Die Saison 2006/07 hatte er beim tschechischen Erstligisten Vsetínská hokejová begonnen, kehrte aber Mitte der Saison zu seinem Heimatclub zurück. Mitte der folgenden Spielzeit wechselte er in die slowakische Extraliga zum HK Nitra – die Saison beendete er jedoch beim tschechischen Zweitligisten HK Jestřábi Prostějov.
Im Sommer 2008 wurde vom neu gegründeten KHL-Teilnehmer Dinamo Riga unter Vertrag genommen, für den er anschließend zwei Jahre lang spielte. Zu Beginn und in den Playoffs der Spielzeit 2009/10 kam er zudem bei Dinamos Farmteam, den Dinamo-Juniors Riga, zum Einsatz und gewann erneut die lettische Meisterschaft. Die Saison 2010/11 verbrachte er bei HPK Hämeenlinna in der finnischen SM-liiga. Zur Saison 2011/12 wurde er vom HK Junost Minsk aus der belarussischen Extraliga verpflichtet.
Nach den Stationen HK Kompanjon-Naftohas Kiew, Beibarys Atyrau und HC Pustertal, mit dem er 2014 die Supercoppa gewann, kehrte er im Sommer 2015 zu Dinamo Riga zurück. In der folgenden Saison spielte er beim HC Amiens Somme aus der Ligue Magnus, ehe er 2017 nach Deutschland zum EV Duisburg wechselte. 2018 kehrte er zu seinem Stammverein Prizma Riga zurück, für den er seither mit einer kurzen Unterbrechung während der Playoffs 2022 spielt.

### International
Für den lettischen Nachwuchs spielte Bērziņš erstmals bei der U18-B-Weltmeisterschaft 2000. Nach der Umstellung auf das heutige Divisionensystem stand er bei der U18-Weltmeisterschaft der Division I 2001 sowie den U20-Weltmeisterschaft der Division I 2001 und 2003 bzw. der Division II 2002, als der sofortige Wiederaufstieg gelang, auf dem Eis.
Mit der lettischen Herrenauswahl nahm er an den Olympischen Winterspielen in Turin 2006 teil, nachdem er bereits zuvor beim Qualifikationsturnier gespielt hatte. Auch bei den Winterspielen in Vancouver 2010 und in Sotschi 2014 (inklusive Qualifikation) spielte er. Außerdem nahm er an den Weltmeisterschaften 2007, 2008, 2009, 2011, 2012, 2013, 2014 und 2015 für die Balten teil.

## Erfolge und Auszeichnungen
- 2001 Lettischer Meister mit dem HK Riga 2000
- 2002 CHL Top Prospects Game
- 2006 Lettischer Meister mit dem HK Riga 2000
- 2007 Lettischer Meister mit dem HK Riga 2000
- 2010 Lettischer Meister mit den Dinamo-Juniors Riga
- 2014 Gewinn der Supercoppa Italiana mit dem HC Pustertal

### International
- 2002 Aufstieg in die Division I bei der U20-Junioren-Weltmeisterschaft der Division II

## Karrierestatistik

### International
Vertrat Lettland bei:
| - U18-Junioren-B-Weltmeisterschaft 2000 - U18-Junioren-Weltmeisterschaft Division I 2001 - U20-Junioren-Weltmeisterschaft Division I 2002 - U20-Junioren-Weltmeisterschaft Division II 2002 - U20-Junioren-Weltmeisterschaft Division I 2003 - Qualifikation zu Olympischen Winterspielen 2006 - Olympischen Winterspielen 2006 - Weltmeisterschaft 2007 - Weltmeisterschaft 2008 | - Weltmeisterschaft 2009 - Olympischen Winterspielen 2010 - Weltmeisterschaft 2011 - Weltmeisterschaft 2012 - Weltmeisterschaft 2013 - Qualifikation zu Olympischen Winterspielen 2014 - Olympischen Winterspielen 2014 - Weltmeisterschaft 2014 - Weltmeisterschaft 2015 |

(Legende zur Spielerstatistik: Sp oder GP = absolvierte Spiele; T oder G = erzielte Tore; V oder A = erzielte Assists; Pkt oder Pts = erzielte Scorerpunkte; SM oder PIM = erhaltene Strafminuten; +/− = Plus/Minus-Bilanz; PP = erzielte Überzahltore; SH = erzielte Unterzahltore; GW = erzielte Siegtore; 1 Play-downs/Relegation; Kursiv: Statistik nicht vollständig)